# Manga (Minas Gerais)
Pour les articles homonymes, voir Manga.
Manga est une municipalité du Brésil, située dans l'État du Minas Gerais.
Sa population était estimée à 21 338 habitants en 2009. Elle s'étend sur 1 968,082 km2.
Elle fait partie de la Microrégion de Januária dans la Mésorégion Nord du Minas.

## Maires
| Période | Période | Identité                     | Étiquette | Qualité |
| ------- | ------- | ---------------------------- | --------- | ------- |
| 2009    | 2012    | Joaquim de Oliveira Sá Filho | PPS       |         |